# Heiligenbergerbeek (waterschap)
Het waterschap Heiligenbergerbeek was een waterschap in de Nederlandse provincie Utrecht en omvatte het stroomgebied van de Heiligenbergerbeek. Het waterschap werd in 1949 gevormd uit de volgende voormalige waterschappen:
1. Het College ter directie van den Slaperdijk
2. Het Heemraadschap De rivier de Eem, beken en aankleve van dien